# Calcio Castel San Pietro Terme 2000-2001
Questa voce raccoglie le informazioni riguardanti il Calcio Castel San Pietro Terme nelle competizioni ufficiali della stagione 2000-2001.

## Rosa
| N. |                   | Ruolo | Calciatore           |
| -- | ----------------- | ----- | -------------------- |
|    | Italia (bandiera) | C     | Alessandro Arricca   |
|    | Italia (bandiera) | P     | Andrea Astolfi       |
|    | Italia (bandiera) | A     | Luca Beghetto        |
|    | Italia (bandiera) | A     | Matteo Bondi         |
|    | Italia (bandiera) | D     | Alessandro Calonaci  |
|    | Italia (bandiera) | C     | Marco Casadio        |
|    | Italia (bandiera) | C     | Omar Cavallari       |
|    | Italia (bandiera) | A     | Francesco Cester     |
|    | Italia (bandiera) | D     | Agatino Chiavaro     |
|    | Italia (bandiera) | C     | Alessandro Cossa     |
|    | Italia (bandiera) | A     | Alessandro Costa     |
|    | Italia (bandiera) | C     | Edoardo Cremonini    |
|    | Italia (bandiera) | A     | Francesco Di Candilo |
|    | Italia (bandiera) | D     | Eugenio Falcone      |
|    | Italia (bandiera) | D     | Simone Farabegoli    |
|    | Italia (bandiera) | C     | Mirko Gesualdi       |

| N. |                   | Ruolo | Calciatore         |
| -- | ----------------- | ----- | ------------------ |
|    | Italia (bandiera) | D     | Luca Locatelli     |
|    | Italia (bandiera) | C     | Paolo Macchia      |
|    | Italia (bandiera) | C     | Alberto Marchesan  |
|    | Italia (bandiera) | A     | Antonio Marino     |
|    | Italia (bandiera) | D     | Marino Mengoli     |
|    | Italia (bandiera) | D     | Giampaolo Morabito |
|    | Italia (bandiera) | A     | Matteo Munari      |
|    | Italia (bandiera) | D     | Fabio Onestini     |
|    | Italia (bandiera) | C     | Felice Parisi      |
|    | Italia (bandiera) | A     | Massimo Pierotti   |
|    | Italia (bandiera) | D     | Francesco Priolo   |
|    | Italia (bandiera) | D     | Omar Roma          |
|    | Italia (bandiera) | D     | Marco Sugoni       |
|    | Italia (bandiera) | D     | Alex Trerè         |
|    | Italia (bandiera) | P     | Filippo Turchi     |